# Domingo Minetti
Domingo Minetti – argentyński lekkoatleta, kulomiot. Mistrz Ameryki Południowej w pchnięciu kulą z 1924 roku.
Zawodnik zdobył złoty medal w pchnięciu kulą na lekkoatletycznych mistrzostwach Ameryki Południowej w 1924 roku, osiągając rezultat 12,743 m.